# Бунге Микола Миколайович
Микола Миколайович Бунге (нар. 5 (17) лютого 1885, Київ, Російська імперія — пом. 1921 чи 1922, Крим) — російський та український хімік німецького походження. Викладач Київського університету, професор Таврійського університету. Син хіміка Миколи Андрійовича Бунге.

## Біографія
Микола Бунге народився 17 лютого 1885 року в Києві в родині професора Київського університету Миколи Андрійовича Бунге та його дружини Євгенії Порфиріївни Шиповської. Мав старшу сестру Катерину, надалі поетесу та перекладача.
Навчався у Першій київській гімназії з 1897 до 1904 року.
У 1905—1906 роках стажувався в лабораторіях Женеви та Лейпцигу. У 1910 році закінчив природниче відділення фізико-математичного факультету Київського університету. Отримав золоту медаль за дипломну роботу «Дія йоду на срібні солі карбонатних кислот», магістр хімії (1913).
Далі викладав в університеті. У 1915 році працював у лабораторії професора Олексія Альбицького в Харківському університеті. 1916 року призначений приват-доцентом Київського університету, читав лекції з хімії. Під час Першої світової війни був начальником лабораторії Обласного земського комітету Південно-Західного фронту.
Після створення Таврійського філіалу Київського університету в травні 1918 року був одним з декількох викладачів (також з Матвієм Тихомандрицьким, Леоном Кордишом, Миколою Кузнєцовим, Миколою Криловим та інші), які сформували фізико-математичний факультет. З 1918 року перебував на посаді штатного доцента з хімії Таврійського університету, з 1919 — екстраординарний професор хімії.
Микола Бунге створив бібліотеку при Хімічній лабораторії університету, подарував їй значну частину власного зібрання книжок.
У травні 1920 року за ініціативи професора Володимира Вернадського при Кримському товаристві природознавців та любителів природи було створено Комісію з вивчення виробничих сил Криму, одним з членів якої було обрано Миколу Бунге.
Паралельно працював членом лекторської колегії Народного університету в Сімферополі в 1920—1921 роках. У 1920 році також був організатором Комісії для дослідження дубильних матеріалів Криму.
Нагороджений орденом Святого Станіслава третього ступеню. Був власником маєтку Розсошки Таращанського повіту Київської губернії.
Згідно з листом чекіста та уповноваженого з боротьби проти голоду РРФСР Олександра Ейдука Микола Бунге покінчив життя самогубством, не витримавши страждань під час голоду в Криму 1921 року. Згідно з листом Володимира Вернадського помер 1922 року через психіатричний розлад.

## Родина
Дружина — Ніна Миколаївна (1880—1938), походила з небагатої шляхти, народилася в Вільні, випускниця гімназії, сестра та племінниця після 1917 року мешкали у Франції. Попередньо була в шлюбі, мала в ньому сина Всеволода Михайловича Гречиса (можливо 1908 року народження). Після смерті чоловіка отримувала допомогу від емігрантів у 1920-1930-х роках, а також займалася благодійною діяльністю. 1932 року була заарештована на 2 місяці за ніби-то шпіонаж. Знову арештована 1937 року в рамках польської операції НКВС, 25 січня 1938 року засуджена до страти, а 4 лютого розстріляна й похована у Биківні під Києвом.
Мали доньку Наталію (1915—2001), яка у 1938 році навчалася в Київському університеті, а померла в Парижі.